# Толстая кишка человека
Толстая кишка (лат. intestinum crassum) — нижняя, конечная часть пищеварительного тракта, а именно дистальная часть кишечника, в которой происходит формирование из пищевой кашицы (химуса) оформленного кала. Традиционно считается, что в толстом кишечнике происходит и бо́льшая часть обратного всасывания воды, но в действительности основная часть воды всасывается в тонком кишечнике. Толстая кишка онтогенетически является производным задней кишки.
Толстая кишка отличается от тонкой длиной, диаметром и цветом. Но это можно рассмотреть лишь у мертвого человека, у живого же они либо практически одного диаметра, либо очень близкого (за счёт того, что тонкая кишка может растягиваться). Термин «толстый кишечник» (как и «тонкий кишечник») не считается правильным и отсутствует в анатомической номенклатуре.
Толстой кишкой у человека называют отдел кишечника от баугиниевой заслонки до ануса, или заднепроходного отверстия. Иногда прямую кишку выделяют отдельно, в этом случае толстой кишкой считается отдел кишечника от баугиниевой заслонки до прямой кишки, не включая прямую кишку.
В толстой кишке человека анатомически выделяют следующие отделы:
- слепая кишка (лат. caecum) с червеобразным отростком (лат. appendix vermiformis);
- ободочная кишка (лат. colon) с её подотделами:
  - восходящая ободочная кишка (лат. colon ascendens);
  - поперечная ободочная кишка (лат. colon transversum);
  - нисходящая ободочная кишка (лат. colon descendens);
  - сигмовидная ободочная кишка (лат. colon sigmoideum);
- прямая кишка, (лат. rectum), с широкой частью — ампулой прямой кишки (лат. ampulla recti), и оконечной сужающейся частью — заднепроходным каналом (лат. canalis analis), которая заканчивается анусом (лат. anus).

Толстая кишка располагается в брюшной полости и в полости малого таза, её длина колеблется от 1,5 до 2 м.

## Строение и работа
Внутренность толстой кишки выстлана слизистой оболочкой, облегчающей продвижение кала и предохраняющей стенки кишки от вредного воздействия пищеварительных ферментов и механических повреждений. Мышцы толстой кишки работают независимо от воли человека.
Толстая кишка начинается коротким отрезком, расположенным ниже выходного отверстия подвздошной кишки (подвздошно-слепокишечная заслонка). От него ответвляется вниз аппендикс — червеобразный отросток длиной 8-13 см. Несмотря на множество теорий о роли аппендикса, его функция в точности не известна. Возможно, он участвует в деятельности иммунной системы или просто является «пережитком» времен, когда наши предки больше питались растительной пищей. Такой же орган и сегодня имеют многие другие приматы и даже некоторые грызуны.
Участок толстой кишки выше слепой опоясывает брюшную полость и поэтому называется ободочной кишкой, диаметр которой 6—6,5 см и длина до 1,5 м. Начинается она со сфинктера подвздошной и слепой кишки, обеспечивающего продвижение остатков пищи в одном направлении.
Начальный участок ободочной кишки называется восходящей ободочной кишкой, следующий — поперечной, дальнейший — нисходящей. Вся ободочная кишка крепится к тыльной части брюшины при помощи брыжейки, или двойной брюшинной складки, содержащей кровеносные сосуды.
Внутренние и внешние мышцы, слегка сжимающие ободочную кишку, способствуют продвижению остатков пищи, которые превращаются в каловые массы по мере всасывания воды. Кроме изменения консистенции, всасывание воды вызывает уменьшение объёма кала. Из каждой порции пищевой массы, поступающей в толстую кишку, только около трети выводится из организма в виде кала. Кроме всасывания воды, в толстой кишке происходит также окончательное расщепление белков и микробиологический синтез витаминов, особенно некоторых витаминов группы В и витамина К.
Движения толстой кишки (то есть перистальтика) незаметно происходят 3—4 раза в сутки. В половине ободочной кишки наступает быстрый спазм, вызывающий продвижение содержимого до нисходящей и сигмовидной её части. Перистальтике способствует пища, богатая клетчаткой.
Конечным участком толстой кишки является прямая кишка, заканчивающаяся анальным каналом длиной в несколько сантиметров. Анальное отверстие закрыто сфинктером, состоящим из гладких и поперечно-полосатых мышц. Хотя удаление кала действие в общем рефлекторное, оно, если не считать периода раннего детства (у новорожденных удаление кала происходит рефлекторно), в большей мере зависит от коры головного мозга. В младенческом возрасте формируется механизм контроля, и процесс дефекации становится сознательной функцией. Удаление кала (дефекация) происходит в результате раздражения нервных окончаний в слизистой оболочке наполненной прямой кишки. Основным раздражителем, вызывающим удаление кала, является давление в прямой кишке, активизирующее перистальтику её мышечных стенок. Раздражение передается в центр, управляющий дефекацией, который находится в спинном мозге.
Круговая мышца, образующая сфинктер анального отверстия, состоит из двух частей — внутренней и внешней. Внутренний сфинктер постоянно находится в напряжении, перекрывая калу выход наружу. В момент накопления кала в прямой кишке происходит иннервация области анального отверстия и расслабление внутреннего сфинктера. Функционирование внешнего сфинктера в значительной степени сознательно контролируется нервной системой.

## Отходы
Количество кала, образующегося в течение суток, варьирует от почти 500 г (если пища богата овощами и фруктами) до 200 г (если в пище преобладают животные белки) и 30 г при голодании. Хотя в процессе пищеварения происходит активное всасывание, кал обычно содержит 65—80 % воды. Половину остающейся сухой массы составляют бактерии (в основном неживые), а остальное приходится на выделения толстой кишки, клеточные остатки из желудочно-кишечного тракта и небольшие количества непереваренной пищи. В остатках пищи преобладает клетчатка (отсюда обилие кала при вегетарианской диете). Цвет кала зависит от желчных красителей. Наиболее сильный запах даёт мясная диета, более слабый — овощная, наименее сильный — молочная.

## Заболевания

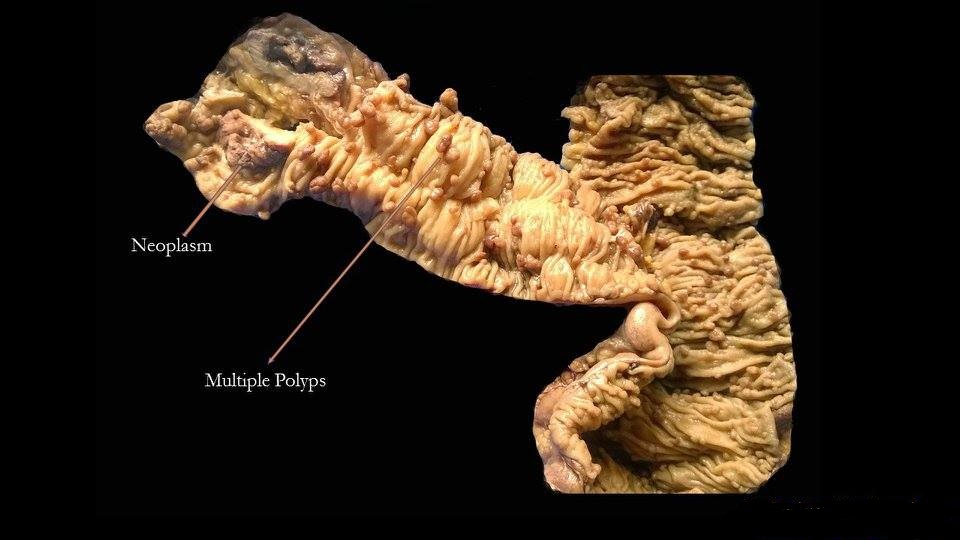
Патологоанатомический препарат участка толстой кишки пациента с семейным аденоматозным полипозом

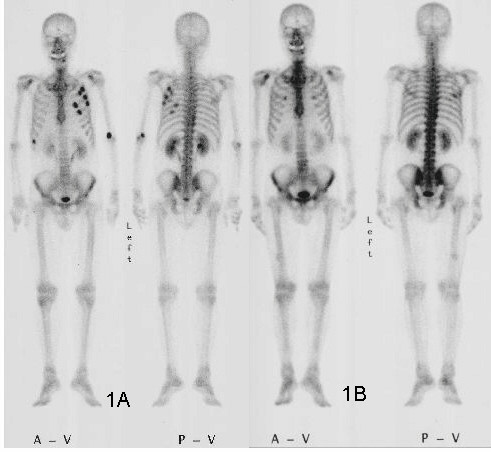
Метастазы при колоректальном раке на сцинтиграммах до (1A) и после (1B) химиотерапии

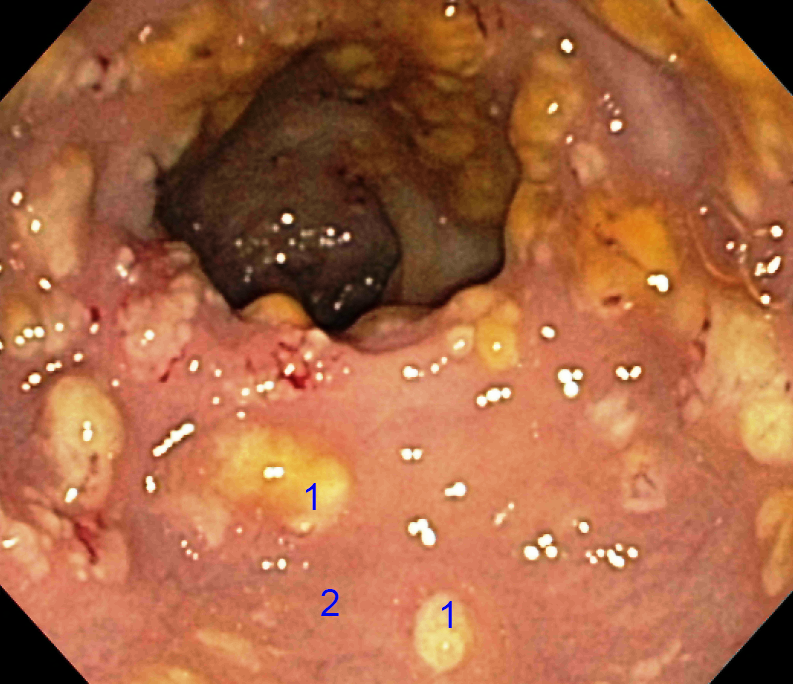
Вид при колоноскопии слизистой толстой кишки при псевдомембранозном энтероколите

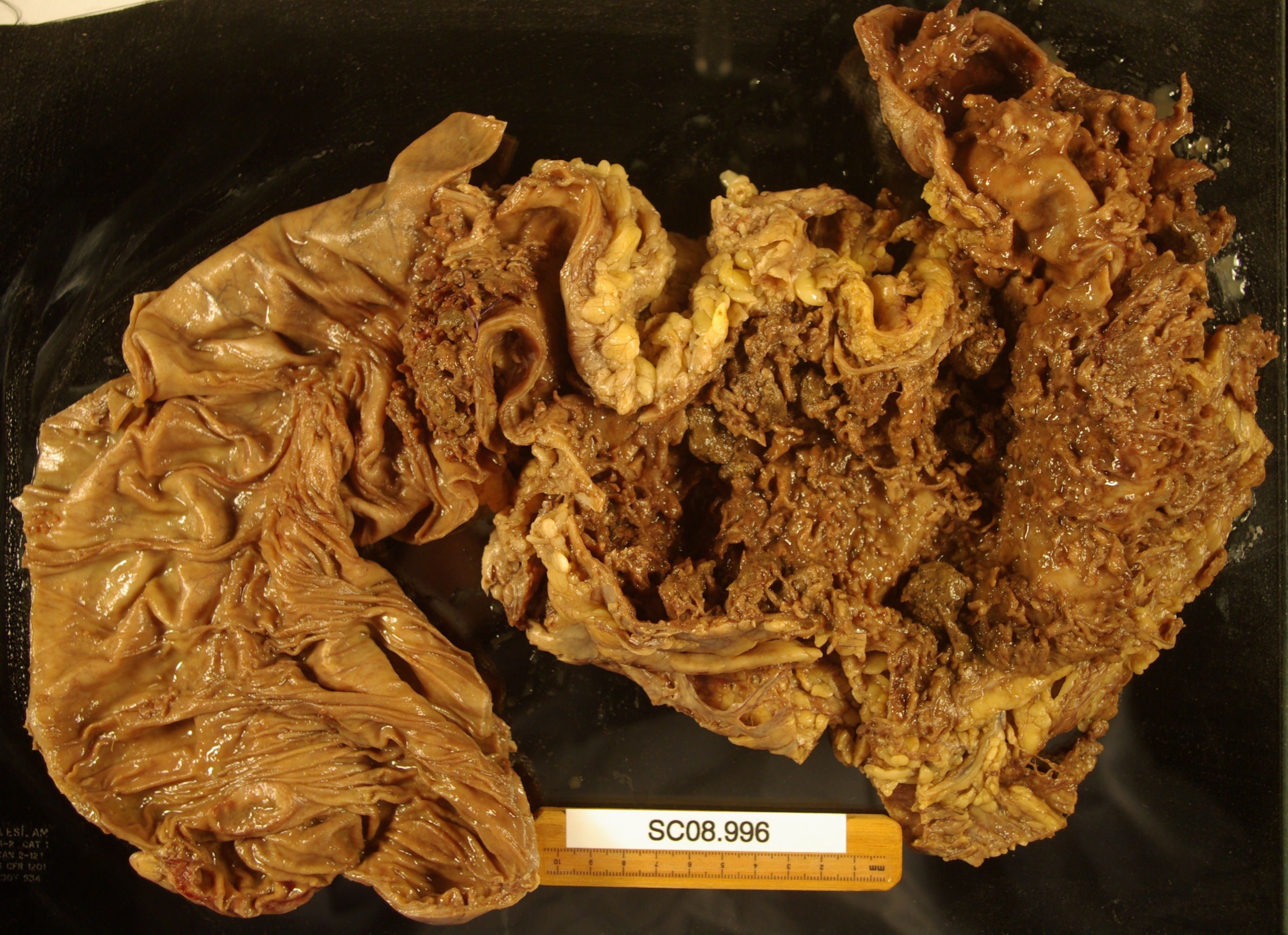
Препарат кишечника пациента с Токсический мегаколон

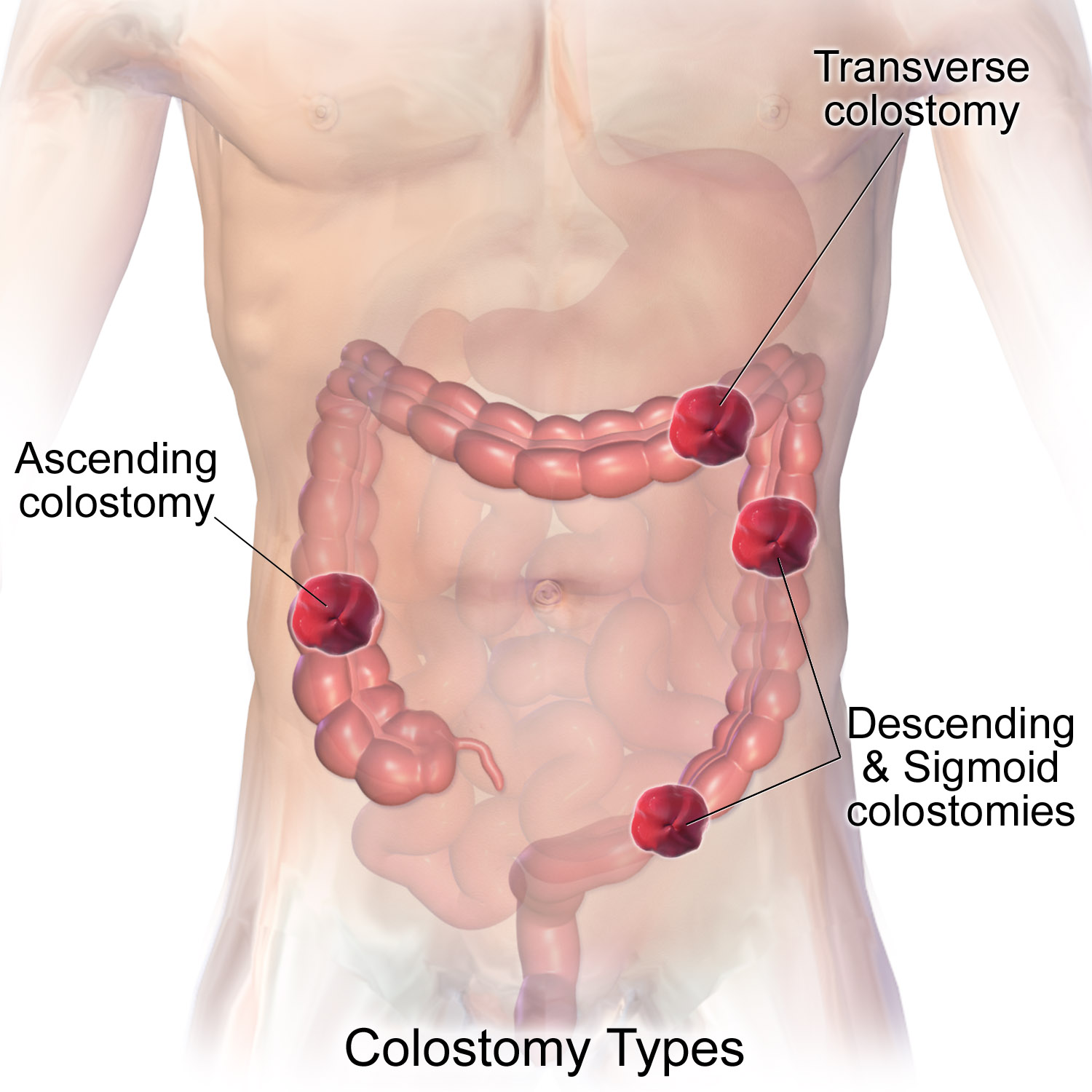
Возможные места выведения на кожу живота Колостома

Хотя толстая кишка не относится к наиболее физиологически активным органам, с ней связан целый ряд заболеваний. К ним относятся нарушение моторики, проблемы с пищеварением и всасыванием, воспаления и новообразования. Для профилактики заболеваний толстой кишки практикуется очищение при помощи клизмы; эту процедуру проводят во многих клиниках и на курортах.
Нарушения моторики связаны с усилением или ослаблением перистальтики. Слишком активная моторика толстой кишки сокращает время нахождения в ней каловой массы, что приводит к недостаточному всасыванию воды и диарее. Напротив, ослабление моторики приводит к избыточному всасыванию жидкости и, в конечном счёте, к задержке стула.
Воспаление толстой кишки может перейти в хроническое гнойное воспаление. Это заболевание, имеющее аллергически-токсикозное происхождение, вызывает образование язв и гниение слизистой оболочки.
Рак образуется в форме опухоли, растущей в направлении отверстия толстой кишки, или в форме отёка, сужающего это отверстие. Большинство новообразований толстой кишки появляются в последнем её участке, что значительно облегчает лечение. Достижения в области диагностики и хирургии помогают выявлять и удалять раковые опухоли на ранних стадиях.
К частым заболеваниям, особенно в зрелом возрасте, относится образование кровоточивых бугорков (геморроидальных узлов). Эти узлы являются расширенными участками кровеносных сосудов под слизистой оболочкой нижней части прямой кишки. Геморрой — заболевание мучительное, сопровождающееся кровотечением, опухолями, жжением, болезненными ощущениями.
Наиболее частое заболевание аппендикса — острое воспаление, требующее хирургического вмешательства. Воспаление обычно наступает в результате запирания отверстия отростка твердым инородным телом. Симптомы аппендицита — острая боль во впадине правого тазобедренного сустава, рвота, лейкоцитоз (избыток белых кровяных телец) и высокая температура. Единственный метод лечения — удаление (аппендэктомия). В противном случае возможно прободение и воспаление брюшины со смертельным исходом.
Тревожные симптомы, к которым относится прежде всего появление крови в кале, — основание для колоноскопии, то есть визуального исследования внутренности толстой кишки с помощью эндоскопа. Его трубка снабжена осветительным устройством и миниатюрной камерой, передающей изображение на большой цветной монитор. Применение эндоскопа позволяет осмотреть всю внутреннюю поверхность толстой кишки. В случае выявления мелких полипов их можно удалить, избежав злокачественного развития.